# Boreus
Ледничники (лат. Boreus) — род насекомых из семейства ледничников отряда скорпионниц.

## Описание
Крылья недоразвиты или вовсе отсутствуют, глазков нет, самка с выдающимся яйцекладом. Усики нитевидные, довольно длинные, ноги длинные, сложные глаза. Хищные насекомые.
Личинки похожи на гусениц, имеют короткие трёхчлениковые усики, кусающие ротовые органы. Тело состоит из 13 члеников. Ноги зачаточные. Живут в земле.
Boreus hyemalis тёмного металлически зелёного цвета. Ноги, зачатки крыльев и яйцеклад буровато-жёлтые. Зачаточные крылья у самца загнуты кверху, у самки очень коротки и прилегают к телу. Длина равна 3—4 мм. Водится в средней и северной Европе, между прочим, и в России. Встречается редко, с октября по март, на тающем снеге и на подушках мха, покрывающих отдельные крупные камни.

## Классификация
Известно около 30 видов, Boreus hyemalis типовой. В Европе род представлен 5 видами:
- Boreus chadzhigireji Pliginsky 1914
- Boreus hyemalis Linnaeus 1767
- Boreus lokayi Klapálek 1901
- Boreus navasi Pliginsky 1914
- Boreus westwoodi Hagen 1866 — Обыкновенный ледничник

В Республике Крым представлены: Boreus chadzhigireji, Boreus aktijari, Boreus navasi. На Дальнем Востоке обнаружены Boreus sjoestedti, Boreus semenovi, Boreus orientalis, Boreus tardokijanensis и Boreus jacutensis.

### Список видов
1. Boreus aktijari Pliginsky 1914
2. Boreus altaicus  Nikolajev 2015[5]
3. Boreus beybienkoi Tarbinsky 1962
4. Boreus bomari Byers & Shaw 2000
5. Boreus borealis Banks 1923
6. Boreus brumalis Fitch 1847
7. Boreus californicus Packard 1870
8. Boreus chadzhigireji Pliginsky 1914
9. Boreus coloradensis Byers 1955
10. Boreus elegans Carpenter 1935
11. Boreus hyemalis Linnaeus 1767
12. Boreus insulanus Blades 2002
13. Boreus intermedius Lloyd 1934
14. Boreus jacutensis Plutenko 1984
15. Boreus jezoensis Hori & Morimoto 1996
16. Boreus kratochvili Mayer 1938
17. Boreus lokayi Klapálek 1901
18. Boreus navasi Pliginsky 1914
19. Boreus nivoriundus Fitch 1847
20. Boreus nix Carpenter 1935
21. Boreus orientalis Martynova 1954
22. Boreus pilosus Carpenter 1935
23. Boreus reductus Carpenter 1933
24. Boreus semenovi Pliginsky 1930
25. Boreus sjostedti Navás 1926
26. Boreus tardokijanensis Plutenko 1985
27. Boreus vlasovi Martynova 1954
28. Boreus westwoodi Hagen 1866 — Обыкновенный ледничник

По данным: i = ITIS, c = Catalogue of Life, g = GBIF, b = Bugguide.net